# Diecezja gliwicka
Diecezja gliwicka (łac. Dioecesis Glivicensis) – jedna z 3 diecezji obrządku łacińskiego w metropolii katowickiej w Polsce ustanowiona 25 marca 1992 przez papieża Jana Pawła II bullą Totus Tuus Poloniae populus. Najważniejsze miasta: Gliwice, Bytom, Lubliniec, Tarnowskie Góry, Zabrze.
W 2021 diecezja składała się ze 156 parafii (w tym 18 zakonnych), w których pracowało 335 księży. W seminarium przebywało 19 kleryków. Udzielono 5091 chrztów (wobec 5121 rok wcześniej), 6030 I komunii (wobec 5509 rok wcześniej), 4250 bierzmowań (3831 w 2020) i 1441 śluby (1213 w 2020). Na niedzielną mszę uczęszczało 26,7% wiernych, do komunii przystąpiło 13,4%, a 80,6% dzieci uczęszczało na religię.

## Regiony duszpasterskie
- Region gliwicki
- Region bytomski
- Region lubliniecki

## Instytucje diecezjalne
- Kuria diecezjalna
- Sąd biskupi
- Wyższe Międzydiecezjalne Seminarium Duchowne w Opolu
- Caritas diecezjalne
- Dom księży seniorów
- Archiwum diecezjalne
- Diecezjalna Szkoła Muzyczna II Stopnia i Studium Muzyki Kościelnej
- Centrum Kształcenia i Dialogu „Theotokos”
- Katolickie Centrum Edukacji Młodzieży „Kana”
- Diecezjalna Poradnia Życia Rodzinnego

## Kuria Diecezjalna
- Wikariusz generalny – bp Andrzej Iwanecki

Wikariusze biskupi:
- ks. Wojciech Maciążek, ds. formacji stałej kapłanów diecezji gliwickiej
- ks. Józef Kara, ds. duchowieństwa w zakresie procedur specjalnych związanych ze sprowadzeniem do stanu świeckiego oraz administracyjnych postępowań karnych dotyczących duchownych
- ks. Antoni Zając, ds. życia konsekrowanego
- Kanclerz – ks. Sebastian Wiśniewski[3]
  - Wikariusz sądowy – ks. Józef Kara
  - Dyrektor Wydziału Katechetycznego – dyrektor ks. Tadeusz Hryhorowicz
  - Dyrektor Wydziału Duszpasterskiego – dyrektor ks. Krystian Piechaczek
  - Rzecznik prasowy – ks. Krystian Piechaczek
  - Ekonom – ks. Bernard Koj
  - Ceremoniarz diecezjalny – ks. Krzysztof Konieczny
  - Notariusz Kurii – ks. Adam Fabiańczyk[3]
  - Sekretarz I Synodu Diecezji Gliwickiej – ks. Robert Urbańczyk[3]
  - Archiwum Diecezjalne – dyrektor ks. Piotr Górecki
  - Caritas Diecezjalne – dyrektor ks. Rudolf Badura
  - Dom księży seniorów – dyrektor ks. Zbigniew Lachowicz

## Biskupi

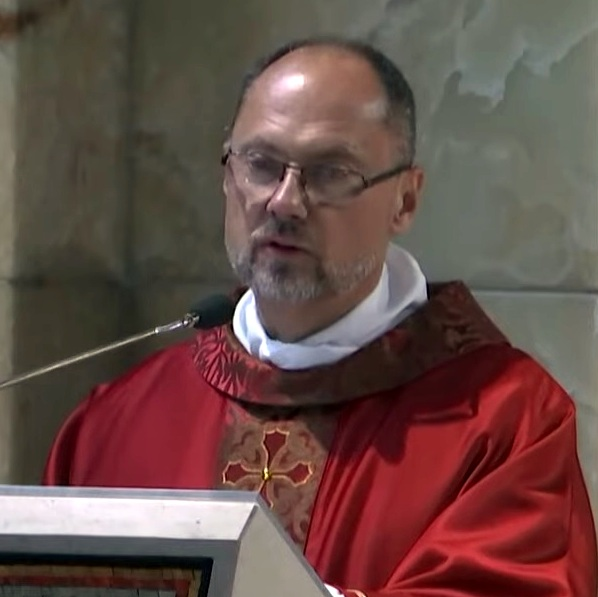
Sławomir Oder – biskup diecezjalny

### Biskup diecezjalny
- bp Sławomir Oder – od 2023

### Biskup pomocniczy
- bp Andrzej Iwanecki (wikariusz generalny) – od 2018

### Biskup senior
- bp Jan Kopiec – biskup diecezjalny w latach 2012–2023, senior od 2023

## Główna świątynia
- Katedra Świętych Apostołów Piotra i Pawła w Gliwicach

## Sanktuaria
- Sanktuarium Matki Bożej Pokornej w Rudach – główne sanktuarium diecezji gliwickiej
- Sanktuarium Matki Boskiej Kochawińskiej w Gliwicach
- Sanktuarium św. Teresy Benedykty od Krzyża - Edyty Stein w Lublińcu
- Sanktuarium Matki Boskiej Lubeckiej – diecezjalne sanktuarium od 1994 r.
- Matki Boskiej Łysieckiej w Gliwicach
- Matki Boskiej Bytomskiej w Bytomiu
- Sanktuarium Matki Boskiej Nieustającej Pomocy w Gliwicach
- Sanktuarium Macierzyństwa Najświętszej Maryi Panny w Zbrosławicach[4]

## Patroni

### Pierwszorzędni
- Święty Piotr Apostoł
- Święty Paweł Apostoł

### Drugorzędni
- Matka Boża Piekarska Matka Sprawiedliwości i Miłości Społecznej
- Święta Anna

## Błogosławieni i męczennicy
- Ignacy Dobiasz SDB – Sługa Boży, salezjanin., urodzony  w Ciochowicach, zamordowany w niemieckim obozie koncentracyjnym KL Auschwitz, oczekuje na beatyfikację w procesie II grupy polskich męczenników z okresu II wojny światowej
- Roman Kozubek SVD – Sługa Boży, werbista. Zamordowany w obozie koncentracyjnym KL Sachsenhausen, oczekuje na beatyfikację w procesie II grupy polskich męczenników z okresu II wojny światowej
- Marcin Strzoda SJ – Sługa Boży, jezuita, urodzony w Gliwicach w dniu 11 listopada 1587, prowincjał prowincji czeskiej zakonu jezuitów, teolog, historyk, uczestnik obrony Brna przed oblężeniem wojsk protestanckich w 1645 r.
- Siostry Ludolfa (Gertruda) Parzich z Połomi i Rotrudis (Jadwiga) Otrzonsek ze wsi Kocury, Gebharda (Joanna) Gaszka z Pilchowic AM (służebniczki śląskie), pracujące w szpitalu dla kobiet w Pilchowicach zostały zgwałcone i zastrzelone przez żołnierzy radzieckich w 1945.
- Bernhard Klodwig CSSR (redemptorysta) przyszedł na świat w miejscowości Przemęt koło Poznania, zakonnik z klasztoru w Gliwicach, zginął w lutym 1945 r. z rąk Rosjan
- Jan Frenzel administrator w parafii Bożego Ciała w Miechowicach (Bytom) urodzony w Piekarach Śląskich,  zamordowany przez Rosjan w 1945 r.
- Antoni  Winkler proboszcz Parafii św. Jadwigi w Gliwicach-Brzezince, zamordowany przez Rosjan w styczniu 1945 r.
- Wilhelm Droppalla wikary parafii św. Jadwigi w Gliwicach-Brzezince, zamordowany przez Rosjan w styczniu 1945 r.
- Paweł Kutsha – urlopowany ze względów zdrowotnych wikary  przy parafii w Rudach Raciborskich, zamordowany w Gliwicach Brzezince przez Rosjan w 1945 r.
- doktor Antonii Korczok, proboszcz parafii Gliwice-Sośnica, zastrzelony przez Niemców w dniu zwolnienia z obozu koncentracyjnego z Dachau w 1941 r.
- Konrad Lerch  SJ (jezuita) – wikariusz w parafii WNMP w Bytomiu,  zastrzelony w styczniu 1945 r. przez radzieckiego żołnierza w zakrystii Kościoła NMP w Bytomiu
- Rosjanie zamordowali również w 1945 r. proboszcza parafii  w Bojkowie (ówczesny Schonwald)  księdza Ericha Wolfa.
- Karol Brommer pochodzący z Lublińca, proboszcz parafii w Zimnicach Wielkich  zamordowany tamże w styczniu 1945 r. przez Rosjan
- Paweł Drozdek proboszcz parafii św. Józefa w Jędrysku (obecne Kalety) zmarł w szpitalu więziennym w Magdenburgu w styczniu 1945 r.
- Bernhard Polevka SVD (werbista)  pochodzący z Bytomia Bobrka,  zginął w Chinach na misjach z rąk komunistów w grudniu 1942
- Norbert Janotta pochodzący z Gliwic, proboszcz parafii w Brynicy, zamordowany przez Rosjan w 1945 r. w czasie II wojny światowej
- Nympha – Anna Skawran SCB (boromeuszka) urodzona w Bytomiu  pracująca jako pielęgniarka w szpitalu w Ujeździe,  zginęła z rąk radzieckiego żołnierza w styczniu 1945
- Jan Pojda urodzony w Pyskowicach proboszcz parafii w Książnicach w maju 1940 roku, został aresztowany przez gestapo i osadzony w więzieniach w Rybniku i Katowicach. Następnie przewieziono go do obozu koncentracyjnego KL Mauthausen-Gusen, a później do KL Dachau, gdzie zmarł 20 września 1942 roku.
- Jerzy Wrazidło pochodzący z Zabrza Biskupic, pełniący pełniący funkcję kapelana 3 Pułku Ułanów, zamordowany przez NKWD w Charkowie
- Augustyn Rasek urodzony w Tworogu Małym, proboszcz parafii w Pstrążna zginął w marcu 1945 r. z rąk sowieckich żołnierzy;
- Georg Scholz pochodzący z Bytomia proboszcz parafii w Michałowie koło Brzegu zamordowany przez Rosjan w styczniu 1945 r
- Josef Sikora urodzony w Gliwicach, przedwojenny duszpasterz Polonii we Wrocławiu, duszpasterz w Sokołówce koło Wałbrzycha, zamordowany w  grudniu 1945 r.
- Georg Michaletz z Zabrza, proboszcz w parafii w Wilkowie koło Głogowa, zastrzelony przez Rosjan w marciu 1945.
- Jan (Maciej) Bujara OH( bonifratr) urodzony w Tworogu, przedwojenny przeor konwentu Bonifratrów w Wilnie, po wojennej gehennie obozowej trafił do Prudnika, gdzie  został zamordowany prawdopodobnie przez Rosjan.
- Norbert Sobel OSB (benedyktyn) z  Tworoga  poniósł śmierć w masakrze Nowogródźcu Łużyckim w lutym 1945.
- Franciszek Ścigała  przyszedł na świat w Woźnikach, proboszcz parafii w Katowicach-Bogucicach, zmarł we wrześniu 1940 roku w filii obozu koncentracyjnego  KL Mathausen.
- Franciszek Długosz z Łan, proboszcz parafii w Studzionce, zginął w obozie koncentracyjnym w KL Dachau w czerwcu 1940.
- Walter Gąska proboszcz przedwojenny parafii w Koszęcinie, zmarł w hitlerowskim więzieniu w grudniu 1943 r.
- Karol Bujara  pochodzący z Wielowsi posługujący w Januszkowicach najpierw został zaaresztowany przez Gestapo i przetrzymywany w Opolu Kilka dni po uwolnieniu w 1945 r. po powrocie na piechotę do parafii został poddany torturom i zabity przez oddział żołnierzy radzieckich.
- Na terenie obecnej obecnej diecezji gliwickiej w Nieborowicach w 1939 roku zastrzelony został zasłużony dla sprawy polskiej na Śląsku ksiądz Władysław Robota – proboszcz parafii z Gierałtowic.
- Bracia Józef ( Andrzej)  Matyl  z Tarnowskich Gór i Jan ( Bartłomiej)  Kubitza pochodzący z Lublińca SVD (werbiści) misjonarze zabici w bestialski sposób przez Japończyków w 1943
- Szczególne zasługi dla upamiętnienia męczenników z diecezji gliwickiej, a zwłaszcza ks. Janowi Frenzlowi oraz Antoniemu Korczokowi, nieżyjący już archiwista diecezjalny Józef Bonczol, zajmujący się również  udokumentowaniem Tragedii Miechowickiej 1945.

## Statystyka
| rok  | ludność    | ludność     | ludność | kapłani | kapłani     | kapłani | kapłani                 | diakoni stali | zakonnicy | zakonnicy | parafie |
| rok  | ochrzczeni | mieszkańców | %       | liczba  | diecezjalni | zakonni | ochrzczonych na kapłana | diakoni stali | mężczyzn  | kobiet    | parafie |
| ---- | ---------- | ----------- | ------- | ------- | ----------- | ------- | ----------------------- | ------------- | --------- | --------- | ------- |
| 1999 | 691 tys.   | 765 tys.    | 90,3    | 445     | 297         | 148     | 1552                    |               | 172       | 310       | 149     |
| 2000 | 694 tys.   | 765 tys.    | 90,7    | 459     | 300         | 159     | 1511                    |               | 184       | 300       | 149     |
| 2001 | 691 tys.   | 762 tys.    | 90,7    | 473     | 308         | 165     | 1460                    |               | 186       | 245       | 150     |
| 2002 | 690 tys.   | 762 tys.    | 90,6    | 452     | 310         | 142     | 1526                    |               | 164       | 229       | 152     |
| 2003 | 681 tys.   | 750 tys.    | 90,8    | 464     | 318         | 146     | 1467                    |               | 169       | 208       | 152     |
| 2004 | 668 tys.   | 732 tys.    | 91,2    | 442     | 303         | 139     | 1510                    |               | 161       | 237       | 153     |
| 2006 | 662 tys.   | 727 tys.    | 91,0    | 465     | 312         | 153     | 1423                    | 1             | 175       | 240       | 154     |
| 2013 | 642,6 tys. | 708,5 tys.  | 90,7    | 489     | 352         | 137     | 1314                    |               | 156       | 208       | 155     |
| 2015 | 639,2 tys. | 697,7 tys.  | 91,6    | 497     | 338         | 153     | b.d.                    | 1             | 172       | 210       | 155     |
| 2016 | 621 tys.   | 690,3 tys.  | 90,0    | 495     | 346         | 149     | 1254                    | 1             | 171       | 180       | 156     |
| 2019 | 586,9 tys. | 661,7 tys.  | 88,7    | 487     | 342         | 145     | 1205                    | 2             | 171       | 170       | 156     |